# Linda Hindberg
Linda Hindberg (født 5. februar 1955 i Wiesbaden, Tyskland) er en dansk-tysk balletdanser og skuespiller.
Siden 1982 har hun været gift med skuespiller Flemming Enevold.

## Filmografi
- Notater om kærligheden (1989)
- Høfeber (1991)